# Typhlops ocularis
Typhlops ocularis là một loài rắn trong họ Typhlopidae. Loài này được Parker mô tả khoa học đầu tiên năm 1927.